# Adrastus protractus
Adrastus protractus là một loài bọ cánh cứng trong họ Elateridae. Loài này được Roubal miêu tả khoa học năm 1924.